# Юкатанська плита
Юкатанська плита — епіпалеозойська платформа, складена практично непорушеними карбонатними відкладами палеогену і неогену, евапорит-карбонатними товщами крейди потужністю до 3000 м і тріас-юрськими червоноколірними гірськими породами. З рифовими відкладами крейди на західному шельфі Юкатану пов'язані великі нафтові родовища.